# حيدر آباد
حيدر أباد هي عاصمة ولاية تيلانغانا الهنديَّة وأكبر مدنها وعاصمة ولاية أندرا برديش بحكم القانون. تقع المدينة ضمن هضبة الدكن مُتراميَّةً على ضفاف نهر موسي في الشطر الشماليّ من جنوب الهند وتشغل مساحة قدرها 625 كيلومتر مربع (241 ميل مربع). يبلغ متوسط ارتفاع حيدر أباد 542 مترًا (1,778 قدمًا) عن مستوى سطح البحر حيث تقع المدينة بمعظمها على أراضٍ جبليَّة وتحيط بها بحيرات اصطناعيَّة من أشهرها بحيرة حسين ساغار الواقعة شمال مركزها والتي يسبق وجودها تأسيس المدينة. بلغ عدد سكان حيدر أباد الذين يعيشون ضمن الحدود الإداريَّة للمدينة 6.9 مليون نسمة بحسب تعداد عام 2011، وهو ما يجلعها رابع أكبر مدن الهند من حيث عدد السكان. في حين بلغ عدد سكان المنطقة الحضريَّة 9.7 مليون نسمة ما يجعلها سادس أكبر مناطق البلاد الحضرية اكتظاظًا بالسكان. يبلغ مجموع العائد السنويّ الذي تنتجه المدينة 74 مليار دولار ما يجعلها خامس أكبر تجمُّع اقتصادي حضريّ في الهند.
يرجع تاريخ تأسيس المدينة إلى عام 1591 على يد محمَّد قُلي قطب شاہ المدينة الذي أراد منها توسيع عاصمته لتتجاوز حدودها قلعة غولكوندا. ضمَّ مغول الهند المدينة إلى إمبراطوريتهم في عام 1687. أعلن حاكم المغول آصف جاه قمر الدين انفصاله وتأسيس سلالة آصف جاهي المعروفة باسم سلالة نظام الملك في عام 1724. كانت حيدر أباد العاصمة الإمبراطوريَّة للسلالة خلال الفترة المُمتدة من عام 1769 حتَّى عام 1948. وبعدها شيَّد البريطانيون مقرًّا ومعسكرًا لهم في دولة حيدر أباد الأميريَّة حتَّى نالت الهند استقلالها في عام 1947. ألتحقت حيدر أباد بالاتِّحاد الهنديّ في عام 1948، وظلَّت عاصمة لدولة حيدر أباد التي كانت قائمة خلال الفترة من عام 1948 حتَّى عام 1956. أضحت حيدر أباد عاصمة ولاية أندرا برديش المُتأسِّسة حديثًا بعد إقرار قانون إعادة تنظيم الدول لسنة 1956. صدر في عام 2014 قرار بتقسيم أندرا برديش من الناحية الإداريَّة لينبثق عنها ولاية تيلانغانا، وهو ما جعل المدينة عاصمة مُشتركة للولايتين. هذا ويُتوقع الإنتهاء من ترتيبات النقل في عام 2024. استضافت المدينة منذ عام 1956 المكتب الشتويّ الخاص برئيس الهند.
ما زالت آثار قطب شاه وسلالة نظام الملك باديَّة المعالم في المدينة وتشهد على تاريخها. وأصبح مسجد جهار منار ذو المنارات الأربع رمزًا شهيرًا للمدينة. تراجعت سطوة إمبراطورية المغول على منطقة سهل الدكن بحلول نهاية الحقبة الحديثة. وكان للرعاية التي أكرم بها حكام سلالة آل نظام المُبدعين أن اجتذبت الفنانين والأدباء من جميع أصقاع المعمورة. لعبَ اجتماع الحرفيين المحليين والأجانب الذين جاؤوا من مختلف المدن والبلدان دوره في خلق ثقافة فريدة من نوعها ممّا جعل حيدر أباد مركزًا بارزًا من مراكز الثقافة المشرقيَّة. ما تزال الكثير من المظاهر تُدلِّل على الغنى الثقافيّ الذي تميَّزت به المدينة خلال تلك الحقبة ومثال على ذلك ما يلحظه الرائي من رسوم، وأشغال يدويَّة، ومجوهرات، وملابس، وأعمال أدبيَّة، وحتَّى اللهجة المحليَّة. كذلك أدرجت اليونيسكو حيدر أباد على قائمتها للمدن المُبتكِرة في فن الطهي والطعام. تُعدّ المدينة ثاني أكبر مركز لإنتاج الأفلام حيث تشتهر على مستوى الهند بالأفلام التيلوغويَّة.
اُشتهِرت حيدر أباد حتَّى القرن التاسع عشر بصناعة اللؤلؤ ولُقِّبت بـ«مدينة اللؤلؤ»، وكانت المركز الوحيد المعروف لتجارة لؤلؤ غولكوندا في العالم بأسره. هذا وما تزال العديد من الأسواق التقليديَّة التاريخيَّة مُنتشرة في معظم أنحاء المدينة. ساعد موقع المدينة المتوَّسِط ما بين هضبة الدكن والغاتس الغربيَّة، بالإضافة إلى النهضة الصناعيَّة التي شهدتها المنطقة خلال القرن العشرين، على جعل حيدر أباد مركزًا للعديد من المؤسَّسات البحثيَّة والصناعيَّة والتعليميَّة والماليَّة. كذلك غدت المدينة رائدة في مجاليّ صناعة الأدوية والتقانة الحيويَّة على مستوى الهند منذ تسعينيات القرن العشرين. شجَّع استحداث مدينة حيدر أباد لتكنولوجيا المعلومات والاستشارات الهندسيَّة، فضلًا عن المناطق الاقتصاديَّة الخاصَّة، العديد من الشركات العالمية مُتعدِّدة الجنسيات على بناء مقرَّات لها في المدينة.

## الجغرافيا

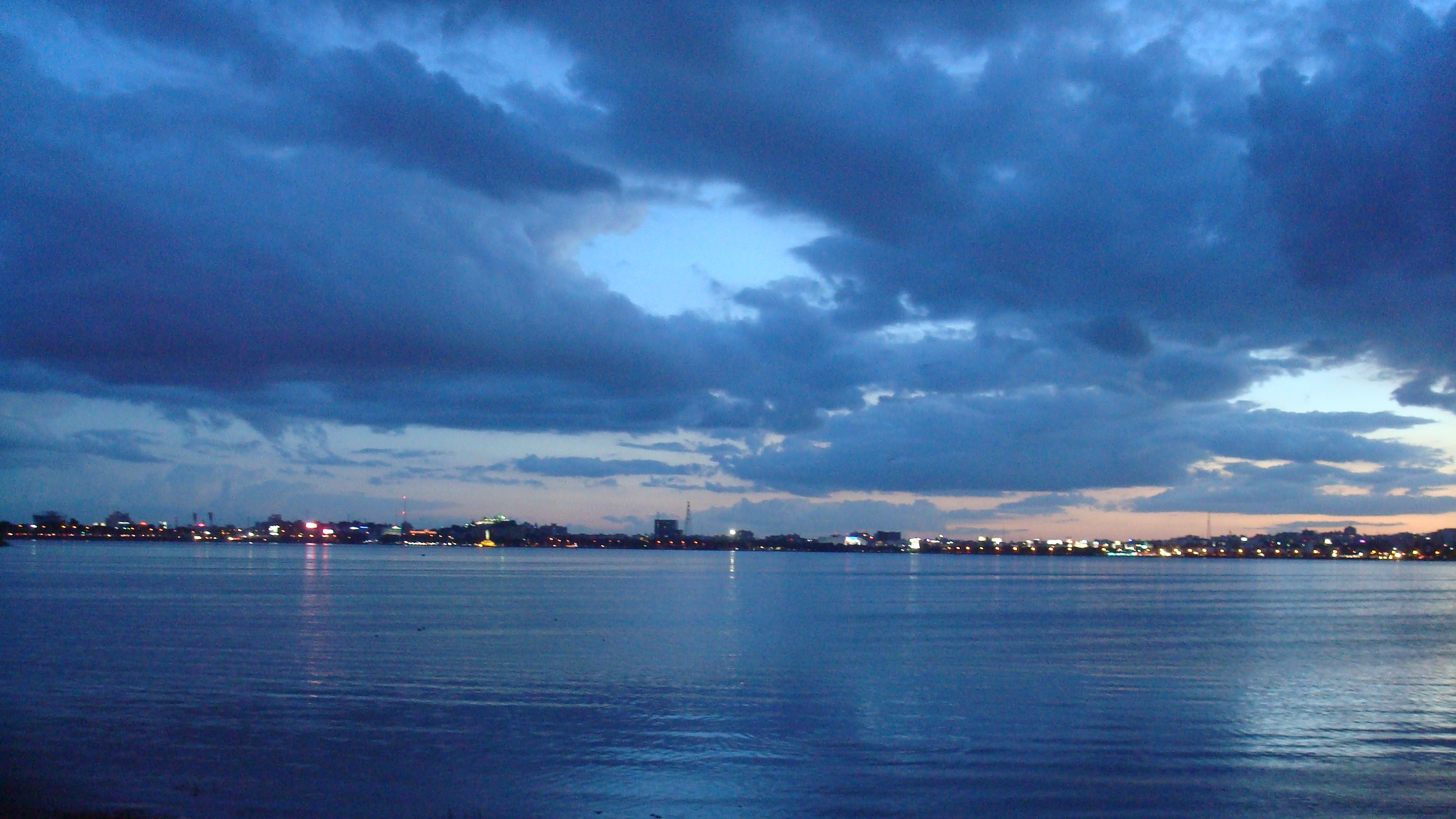
مثَّلت بحيرة حسين ساغار التي شُقَّت المياه إليها خلال عهد سلالة قُطب شاه موردًا أساسيًا لمياه الشرب في المدينة.

تبعد حيدر أباد عن العاصمة دلهي مسافة تُقدَّر بنحو 1,566 كيلومتر (973 ميل) باتجاه الجنوب، وتبعد عن مومباي مسافة قدرها 699 كيلومتر (434 ميل) باتجاه الجنوب الشرقيّ، في حين تبعد عن مدينة بنغالور مسافة قدرها 570 كيلومتر (350 ميل) باتجاه الشمال. تقع المدينة على ضفاف نهر موسي المُتفرِّع عن نهر كريشنا في هضبة الدكن الكائنة في الشطر الشماليّ من جنوب الهند ضمن الجزء الجنوبيّ من ولاية تيلانغانا الواقعة بدورها في جنوب شرقيّ الهند. تُغطّي منطقة حيدر أباد الحضريَّة مساحة قدرها 625 كيلومتر مربع (241 ميل مُربَّع) ما يجعلها واحدة من أكبر المناطق الحضريَّة في الهند. يبلغ متوسط ارتفاع المدينة عن سطح البحر نحو 542 متر (1,778 قدم). تقع المدينة بمعظمها على منحدرات غرانيتيَّة رماديَّة وورديَّة اللون تبرز منها عدد من التلال الصغيرة أهمها تلال بانجارا البالغ علوها 672 متر (2,205 قدمًا). توجد في المدينة عدَّة بحيرات يُشار إليها محليًا باسم «ساغار» بمعنى «البحر». تُعدُّ بحيرة حسين ساغار الكائنة وسط المدينة والتي شُقَّت المياه إليها في عام 1562، وبحيرتيّ عثمان ساغار وهيمايات ساغار من الأمثلة على البحيرات الصناعيَّة التي نشأت نتيجة إقامة السدود على نهر موسي. بلغ مجموع عدد البحيرات في حيدر أباد 140 بحيرة، في حين بلغ عدد البرك 834 بركة في عام 1996.

### المناخ
تتمتع حيدر أباد بمناخ جاف واستوائيّ رطب يدنو من اعتباره مناخًا شبه قاحل بحسب تصنيف كوبن للمناخ. يبلغ متوسط درجات الحرارة السنويّ 26.6 درجة مئويَّة (79.9 درجة فهرنهايت)، في حين يتراوح متوسط درجات الحرارة في الشهر الواحد ما بين 21 إلى 33 درجة مئويَّة (ما يتراوح من 70 إلى 91 درجة فهرنهايت). تتسم أشهر الصيف برطوبتها وارتفاع درجات الحرارة حيث تتراوح قيم متوسط درجات الحرارة العليا المُسجَّلة بالدرجة المئويَّة خلال هذه الأشهر ما بين منتصف إلى أواخر الثلاثينيات، في حين تتجاوز عتبة درجات الحرارة القياسيَّة الـ40 درجة مئويَّة (104 درجات فهرنهايت) خلال الفترة ما بين شهريّ أبريل ويونيو. تبلغ درجات الحرارة أدنى مُعدَّلاتها خلال فترة فصل الشتاء المُمتدَّة من ديسمبر حتَّى يناير حيث تدنو درجات الحرارة خلال هذه الأشهر لتصل إلى الـ10 درجات مئويَّة (50 درجة فهرنهايت). يُعدُّ مايو أكثر أشهر السنة اشتدادًا في الحرارة حيث تتراوح مُعدَّلات درجات الحرارة ما بين 26 إلى 39 درجة مئويَّة (أي ما يتراوح من 79 إلى 102 درجة فهرنهايت). وبالمقابل فإنَّ ديسمبر هو أبرد شهر في السنة حيث تتراوح مُعدَّلات درجات الحرارة ما بين 14.5 إلى 28 درجة مئويَّة (أي ما يتراوح من 57 إلى 82 درجة فهرنهايت).
تهطل الأمطار الغزيرة الناجمة عن الرياح الموسميَّة الجنوبيَّة الغربيَّة سنويًا خلال الفترة المُمتدَّة من يونيو حتَّى سبتمبر وتغذي المدينة بمعظم مُعدَّل الهطول السنويّ. بلغت أعلى قيمة هطول مطريّ مُسجَّل خلال مدَّة أربع وعشرين ساعة 241.5 ميليمتر (10 بوصات) بتاريخ 24 أغسطس عام 2000، وهي الأعلى من نوعها منذ البدء بتوثيق معطيات الهطولات المطريَّة في المدينة خلال شهر نوفمبر عام 1891. بلغت أعلى درجة حرارة مُسجَّلة على الإطلاق في تاريخ المدينة 45.5 درجة مئويَّة (114 درجة فهرنهايت) في يوم 2 يونيو عام 1966، في حين بلغت أخفض درجة حرارة مُسجَّلة فيها 6.1 درجة مئويَّة (43 درجة فهرنهايت) في يوم 8 يناير عام 1946. يبلغ مجموع عدد الساعات التي ترى فيها حيدر أباد الشمس خلال السنة الواحدة 2,731 ساعة، ويبلغ مستوى التعرُّض الشمسيّ ذورته خلال شهر فبراير.

### المحميات الطبيعية

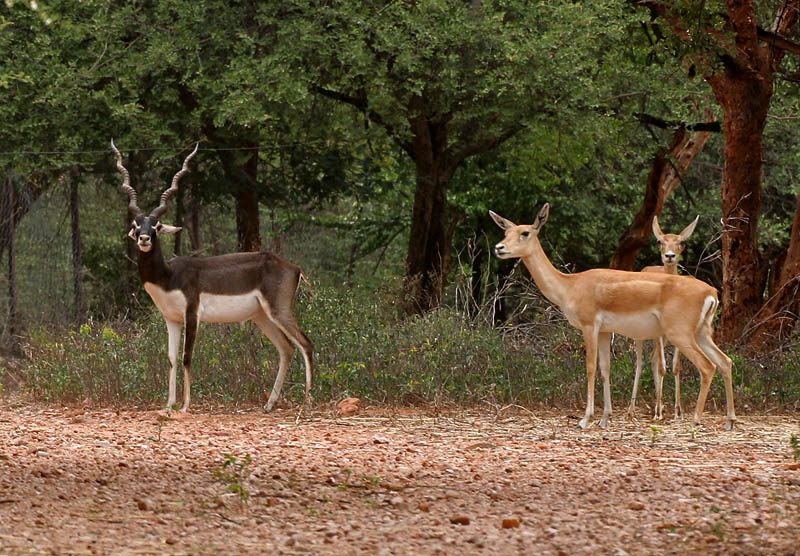
ظباء سوداء في منتزه فاناستالي الوطنيّ.

تُقدِّم بحيرات حيدر أباد وتضاريس تلالها المنحدرة والمتميزة بانخفاض ارتفاعها موطنًا طبيعيًا لمجموعة متنوعة من الأنواع النباتيَّة والحيوانيَّة. بلغت المساحة الشجريَّة المزروعة في المدينة نسبة 1.7% في عام 2016، وهو تراجع ملحوظ في المساحة الخضراء التي تغطي المدينة حيث كانت تبلغ نسبة 2.7% في عام 1996. تَتألَّف المنطقة الغابيَّة الواقعة ضمن المدينة وما حولها من عدَّة مناطق ذات أهمية بيئيَّة وحيويَّة. تسعى السلطات المحليَّة لحماية هذه المناطق من خلال إنشاء المنتزهات الوطنيَّة، وحدائق الحيوان، وحدائق الحيوان المُصغَّرة، فضلًا عن محميات الحياة البريَّة. يعدُّ منتزه نهرو لعلم الحيوان أكبر حديقة حيوان في المدينة وهي أول حديقة حيوان في البلاد تحوي منتزه سفاري خاص بالأسود والنمور. يوجد في حيدر أباد ثلاثة منتزهات وطنيَّة ألا وهي منتزه مروغافاني الوطنيّ، ومنتزه ماهافير هارينا فاناستالي الوطنيّ، ومنتزه كاسو براهماناندا ريدي الوطنيّ. كما يوجد على بعد نحو 50 كيلومترًا (31 ميلًا) عن المدينة محميَّة للحياة البرية تُدعى محمية مانجيرا للحياة البريَّة. ويوجد أيضًا في المنطقة عدد من المحميات البيئيَّة الأخرى مثل حدائق كوتلا فيجايابهاسكارا ريدي النباتيَّة، وعدد من البحيرات والبرك أهمها بحيرة أمينبور، وبحيرة شاميربت، وحسين ساغار، وفوكس ساغار، وبركة مير ألام، وبحيرة باتانتشيرو التي يتوطن فيها عدد من أنواع الطيور المحليَّة، وتجذب طيورًا مهاجرة عابرة من أجزاء مختلفة من العالم. ومن المنظَّمات والجهات المنخرطة في حماية الحياة البريَّة كل من دائرة تيلانغانا للغابات، والمجلس الهنديّ لبحوث الغابات والتعليم، والمعهد الدوليّ للبحوث المُتعلِّقة بمحاصيل المناطق المداريَّة شبه القاحلة، والمجلس الهنديّ لرعاية الحيوان، ومنظَّمة الصليب الأزرق، وجامعة حيدر أباد.

## التركيبة السكانية
تُعتبر حيدر آباد رابع أكبر مدينة في البلاد من حيث عدد السكان. في الإحصاء السكاني لعام 2011، بلغ تعداد سكان حيدر آباد الحضري 7,749,334 نسمة، مما يجعلها سادس أكبر تجمع حضري من حيث عدد السكان في البلاد. وقد قدر المسؤولون الانتخابيون عدد سكان التجمعات الحضرية في حيدر آباد بأكثر من 9 ملايين اعتبارًا من أوائل عام 2013، ولكن من المتوقع أن يتجاوز 10 ملايين بحلول نهاية العام. هناك 3500802 مواطن و3.309.168 مواطنة بنسبة جنس تبلغ 945 أنثى لكل 1000 ذكر، وهو أعلى من المتوسط الوطني البالغ 926 أنثى لكل 1000 ذكر. تبلغ نسبة معرفة القراءة والكتابة 83٪ (ذكور 86٪؛ إناث 80٪)، وهي نسبة أعلى من المتوسط الوطني البالغ 74.04٪. تتكون الطبقات الاجتماعية والاقتصادية من 20٪ من الطبقة العليا و50٪ من الطبقة الوسطى و30٪ من الطبقة العاملة.

### المجموعة الإثنية
يُشار إلى سكان حيدر آباد باسم مجتمعات «حيدر آباد»، وهم في الغالب يتحدثون التيلوغو والأوردو، مع وجود الأقليات البنغالية، السندية، الكانادا، ميمون، نواياثي، المالايالام، المهاراتية، الغوجاراتية، المرواري، الأوديا، البنجابي، التاميل وأوتار براديش. مسلمو حيدر آباد هم مجتمع فريد يدينون بالكثير من تاريخهم ولغتهم ومأكولاتهم وثقافتهم إلى حيدر آباد، والسلالات المختلفة التي حكمت سابقًا. كما يوجد كجزء من المجتمع الآبادي الحضارمة العرب والعرب الأفارقة والأرمن والأحباش والإيرانيون والبشتونيون والأتراك. تراجعت هذه المجتمعات، التي يعد العرب الحضرميون أكبرهم، بعد أن أصبحت ودولة حيدر آباد جزءًا من الاتحاد الهندي، حيث فقدوا رعاية آساف جاهي نظام.

### الدين
| الدين في حيدر آباد الكبرى 2011 | الدين في حيدر آباد الكبرى 2011 | الدين في حيدر آباد الكبرى 2011 | الدين في حيدر آباد الكبرى 2011 | الدين في حيدر آباد الكبرى 2011 |
| ------------------------------ | ------------------------------ | ------------------------------ | ------------------------------ | ------------------------------ |
|                                |                                |                                |                                |                                |
| الهندوسية                      | الهندوسية                      |                                | 64.93%                         | 64.93%                         |
| الإسلام                        | الإسلام                        |                                | 30.13%                         | 30.13%                         |
| المسيحية                       | المسيحية                       |                                | 2.75%                          | 2.75%                          |
| أخرى                           | أخرى                           |                                | 2.19%                          | 2.19%                          |

الهندوس هم الأغلبية. يشكل المسلمون أقلية كبيرة للغاية، وهم موجودون في جميع أنحاء المدينة ويسودون في حيدر آباد القديمة وما حولها. هناك أيضًا مجتمعات مسيحية وسيخية وجاينية وبوذية وبارسية وكنائس ومساجد ومعابد شهيرة. وفقًا لتعداد 2011، كان التركيب الديني لحيدر آباد الكبرى كالتالي: الهندوس (64.9٪)، المسلمون (30.1٪)، المسيحيون (2.8٪)، الجاينيون (0.3٪)، السيخيون (0.3٪) والبوذيون (0.1٪))؛ 1.5٪ لم يذكروا أي دين.

### اللغة
التيلوغوية والأردية هما اللغتان الرسميتان في المدينة، ومعظم سكان حيدر آباد ثنائيو اللغة. تسمى اللهجة التيلوغوية التي يتم التحدث بها في حيدر آباد تيلانجانا مانداليكا، وتسمى الأردية المنطوقة ديكاني. اللغة الإنجليزية هي «لغة رسمية ثانوية» تُستخدم بشكل كبير في الأعمال والإدارة، وهي وسيلة مهمة للتدريس في التعليم والمنشورات. تتحدث أقلية كبيرة لغات أخرى، بما في ذلك الهندية والبنغالية والكنادية والمراثية والمروارية والأودية والتاميلية.

### العشوائيات
في منطقة العاصمة الكبرى، يعيش 13٪ من السكان تحت خط الفقر. وفقًا لتقرير عام 2012 المقدم من GHMC إلى البنك الدولي، يوجد في حيدر آباد 1,476 منطقة عشوائية يبلغ إجمالي عدد سكانها 1.7 مليون نسمة، يعيش 66٪ منهم في 985 حيًا فقيرًا في «قلب» المدينة (الجزء الذي شكل حيدر آباد قبل أبريل 2007) و34٪ المتبقية يعيشون في 491 شقة في الضواحي. هاجرت حوالي 22٪ من الأسر التي تعيش في الأحياء الفقيرة من أجزاء مختلفة من الهند في العقد الأخير من القرن العشرين، وادعى 63٪ أنهم عاشوا في الأحياء الفقيرة لأكثر من 10 سنوات. تبلغ نسبة الإلمام بالقراءة والكتابة في الأحياء الفقيرة 60-80٪ للذكور والإناث 52-73٪. ثلث العشوائيات لديها توصيلات خدمات أساسية، والباقي يعتمد على الخدمات العامة التي تقدمها الحكومة. هناك 405 مدرسة حكومية و267 مدرسة بمساعدة حكومية و175 مدرسة خاصة و528 قاعة مجتمعية في المناطق العشوائية. وفقًا لمسح أجراه مركز الحوكمة الرشيدة في عام 2008، فإن 87.6٪ من الأسر التي تعيش في الأحياء الفقيرة هي أسر نواتية، و18٪ فقراء جدًا، مع دخل يصل إلى 20.000 روبية (280 دولارًا أمريكيًا) سنويًا، 73٪ يعيشون تحت خط الفقر (خط الفقر المعياري المعترف به من قبل حكومة أندرا براديش هو 24000 روبية (340 دولارًا أمريكيًا) سنويًا)، 27 ٪ من كبار الأُجَراء (CWE) هم عمالة عرضية و38 ٪ من CWE أميون. حوالي 3.7٪ من أطفال الأحياء الفقيرة الذين تتراوح أعمارهم بين 5-14 سنة لا يذهبون إلى المدرسة ويعمل 3.2٪ كعمالة أطفال، منهم 64٪ من الأولاد و 36٪ من الفتيات. أكبر أرباب عمل الأطفال هم متاجر الشوارع ومواقع البناء. من بين الأطفال العاملين، يعمل 35٪ في أعمال خطرة.

## الإدارة

### وضعها بصفتها عاصمة مشتركة

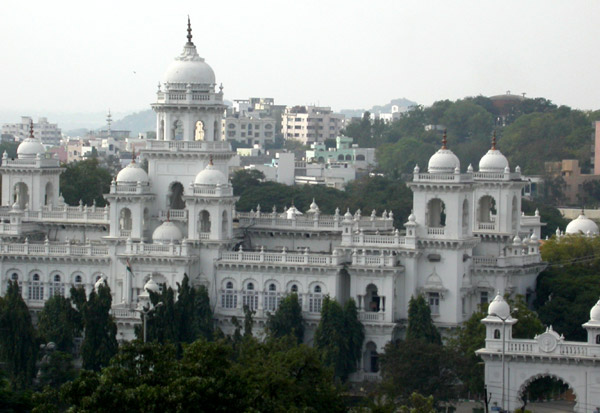
المجلس التشريعيّ لولاية تيلانغانا.

تنصّ الفقرة الخامسة الواقعة ضمن القسم الثانيّ من قانون إعادة تنظيم ولاية أندرا برديش لسنة 2014 على الآتي: «أولًا واعتبارًا من هذا اليوم ستصبحُ حيدر أباد الواقعة في ولاية أندرا برديش حاليًا عاصمةً مشتركةً لكل من ولاية تيلانغانا وولاية أندرا برديش لمدَّة لا تتجاوز العشر سنوات. وثانيًا فإنَّ بعد انقضاء هذه المدَّة المُشار إليها في الفقرة الفرعيَّة فإنَّ حيدر أباد ستغدو عاصمة ولاية تيلانغانا وستحصل ولاية أندرا برديش على عاصمة جديدة.»
كما تُشير نفس الفقرات إلى اشتمال العاصمة المشتركة على المنطقة الواقعة إداريًا ضمن مؤسَّسة حيدر أباد الكبرى بموجب ما ينصّ عليه قانون مؤسَّسة بلدية حيدر أباد لسنة 1955. هذا ويُعدّ أعضاء الجمعية التشريعيَّة أعضاء في جمعية ولاية تيلانغانا تبعًا لما جاء في الفقرتين الثالثة والثامنة عشر من قانون إعادة التنظيم.

### الحكومة المحلية

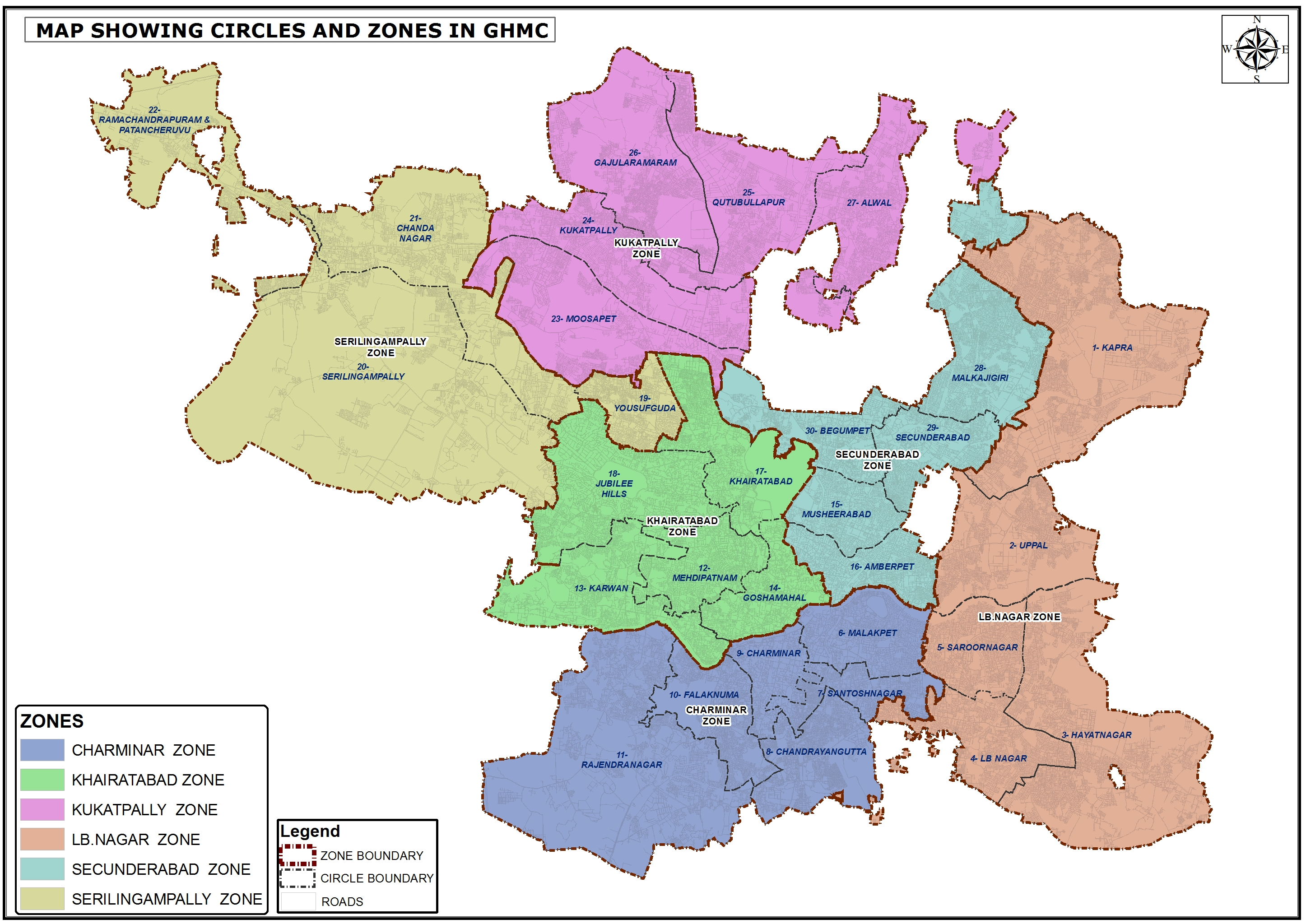
تتبع لمؤسَّسة حيدر أباد الكبرى ستة مناطق تنظيميَّة.

يقع على عاتق مؤسَّسة حيدر أباد الكبرى إدارة البنية التحتيَّة المدنيَّة في حيدر أباد، وتنقسم من الناحية الإداريَّة إلى ستة مناطق إداريَّة ألا وهي المنطقة الجنوبيَّة (تشارمينار)، والمنطقة الشرقيَّة (ناغار)، والمنطقة الغربيَّة (سيريلينغامبالي)، والمنطقة الشماليَّة (كوكاتبالي)، والمنطقة الشماليَّة الشرقيَّة (سيكوندير أباد)، والمنطقة الوسطى (خيرت أباد). تتألَّف هذه المناطق من ثلاثين دائرة إداريَّة تحوي بمجموعها على 150 حيًّا. يُمثِّل كل حي من أحياء المدينة موظَّف حكوميّ إداريّ يُنتخب من قبل الأهل. يقوم هؤلاء الإداريون المسؤولون عن الأحياء بانتخاب عمدة المدينة الذي يعدّ الرئيس الاسميّ والشرفيّ لمؤسَّسة حيدر أباد الكبرى. أمَّا مُفوَّض البلدية الذي يُعيَّن من قِبل حكومة الولاية فهو الرئيس التنفيذيّ المسؤول عن شؤون المؤسَّسة. تتولى مؤسَّسة حيدر أباد الكبرى أعمال ومشاريع البنية التحتيَّة الأساسيَّة في المدينة مثل تشييد وصيانة الطرق، ومجاري الصرف الصحيّ، والتخطيط الحضريّ، والتنظيم المعماريّ، وصيانة الأسواق والمنتزهات الحكوميَّة، وتدبير المخلفات الصلبة، وإصدار شهادات الولادة والوفاة، وإصدار رخص التجارة، وجباية الضرائب العقاريَّة، فضلًا عن تقديم خدمات الرفاه المجتمعيّّ مثل رعاية الأمهات والأطفال، والتعليم ما قبل المدرسيّ والتعليم غير الرسميّ. يرجع تاريخ استحداث المؤسَّسة إلى شهر أبريل من عام 2007 بعد اندماج مؤسَّسة حيدر أباد البلديَّة مع البلديات الإداريَّة الإثني عشر التابعة لمقاطعات حيدر أباد، ورانغا ريدي، وميداك والبالغة مساحتها مُجتمعةً 625 كيلومتر مربَّع (241 ميل مربَّع).:3 مجلس سيكوندير أباد للتخييم العسكريّ هو وكالة إدارة مدنيَّة تشرف على منطقة تبلغ مساحته 40.1 كيلومتر مربع (15.5 ميل مربع)،:93 وتوجد فيه عدَّة معسكرات للقوات المُسلَّحة.:2 تُشرف السلطات الجامعيَّة على حرم الجامعة العثمانية بصورة مستقلة.:93 ويُشرف على حفظ الأمن في المدينة حكومة ولاية تيلانغانا. أمَّا السلطة القضائيَّة في المدينة فتنقسم إلى ثلاثة مفوضيات تابعة لقوات الشرطة وهي مفوضية حيدر أباد، ومفوضية سيبر أباد، ومفوضية راتشاكوندا. هذا ويرأس كل منطقة نائب مفوضية خاص بها.
أمَّا بالنسبة للولايات القضائيَّة التابعة لوكالات المدينة الإداريَّة فهي شرطة منطقة حيدر أباد، ومقاطعة حيدر أباد، ومنطقة حيدر أباد الكبرى، والمنطقة الواقعة تحت سلطة حيدر أباد للتنمية. تعدّ تلك الهيئة بالتحديد مسؤولة عن التخطيط الحضريّ الذي يغطي المنطقة الحضريَّة للمدينة وما يحيط بها من ضواحي، وتشمل على 54 وحدة إداريَّة تتوزع على خمس مناطق محيطة بالمدينة. تتولى الهيئة تنظيم الأنشطة المرتبطة بالتطوير في منطقة حيدر أباد الكبرى، فضلًا عن البلديات الفرعيَّة، وتعمل على إدارة عدَّة هيئات أخرى مثل مجلس إمدادات المياه والصرف الصحيّ في حيدر أباد.
يقع في المدينة مقر المجلس التشريعيّ الخاص بحكومة الولاية، ومقر الأمانة العامَّة، والمحكمة العليا وعدّة وكالات حكوميَّة أخرى. تقع كل من المحكمة المدنية الدُنيا والمحكمة الحضريَّة الجنائيَّة ضمن ولاية المحكمة العليا.:1 تحوي المنطقة الحضريَّة على 24 دائرة انتخابيَّة مُمثَّلة في الجمعية التشريعيَّة، والتي تُشكِّل دوائر اللوك سابها الخمس (المجلس الأدنى في برلمان الهند).

## مدرسة حيدر آباد

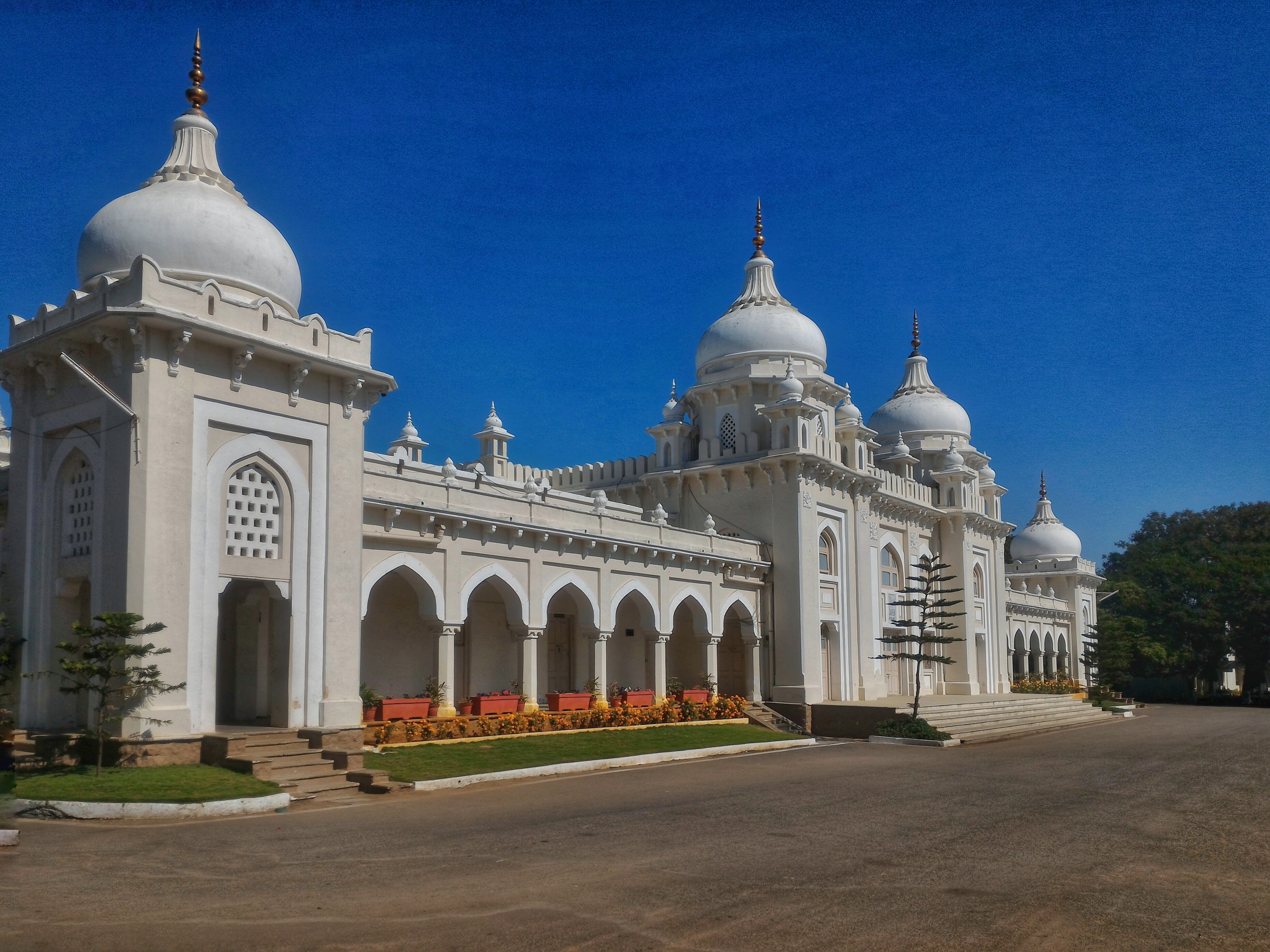
مدرسة حيدر أباد

تعد مدرسة حيدر أباد مدرسة خاصة بالمفهوم الأمريكي للتعليمي٬ الا أنها من أرقي المدارس في الهند، تم انشاؤها في عام 1923 بهدف تعليم أبناء الأرستقراطيين يحث تهتم بالعلوم والتكنولوجيا وممارسة الرياضة.عرفت في العصر الحديث بتخريج مجموعة من أفضل الكوادر العلمية في العالم أمثال ساتيا ندال المدير التنفيذي لشركة مايكروسوفت٬ شانتانو ناراين المدير التنفيذي لشركة أدوبي وكذلك أجاي بانجا المدير التنفيذي لشركة ماستركارد
وطبقا للموقع الإلكتروني للمدرسة٬ فإن أهم القيم التي تقوم عليها وتحرص علي زرعها في طلابها تشمل احترام الذات وتقبل الآخرين كما أن الشعار الخاص بالمدرسة هو«كن حذرا» حيث توصي المدرسة طلابها بأن يكونوا دائما علي أهبة الاستعداد ذهنيا وجسديا لأي تحديات تلقيها الحياة.

## التوأمة
- الولايات المتحدة، انديانا
- الإمارات العربية المتحدة، دبي
- أستراليا، ابسويتش
- أستراليا، بريسبان
- روسيا، قازان
- اليابان، ميوشي
- كولومبيا، مدلين
- ألمانيا، ميونخ
- الولايات المتحدة، ريفرسايد
- كوريا الجنوبية، سوون
- تايوان، تايبي